# Chaetostoma dermorhynchum
Chaetostoma dermorhynchum es una especie de peces de la familia Loricariidae en el orden de los Siluriformes.

## Morfología
Los machos pueden llegar alcanzar los 25 cm de longitud total.

## Hábitat
Es un pez de agua dulce.

## Distribución geográfica
Es nativo de América del Sur: Ecuador.